# پوتزیلی
پوتزیلی (به ایتالیایی: Pozzilli) یک کومونه در ایتالیا است که در استان ایسرنیا واقع شده‌است. پوتزیلی ۳۴٫۶۶ کیلومتر مربع مساحت و ۲٬۴۰۲ نفر جمعیت دارد.